# Mariakapel (Aalbeek)

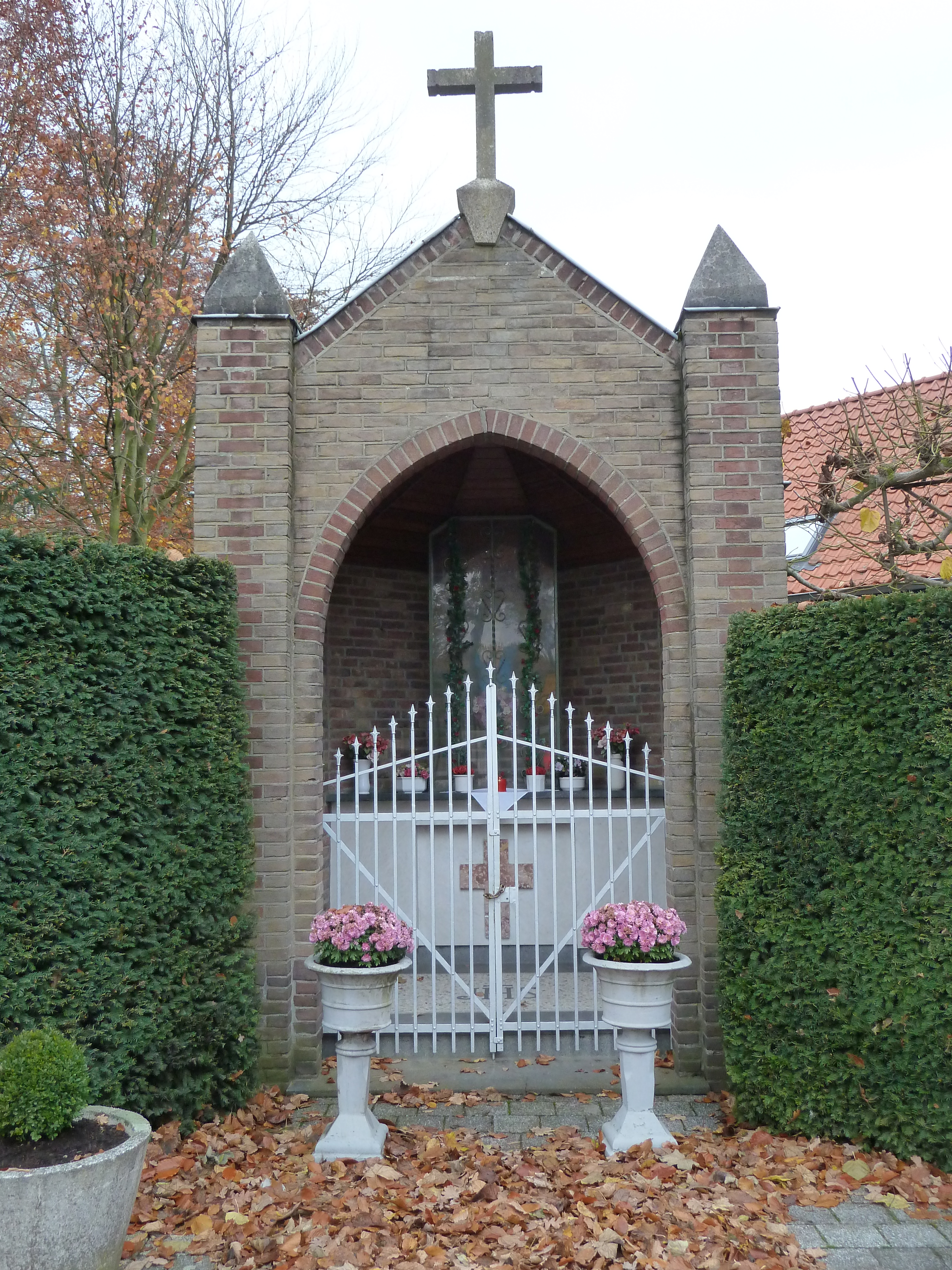
De Mariakapel

De Mariakapel is een kapel in Aalbeek in de Nederlands Zuid-Limburgse gemeente Beekdaelen. De kapel staat midden in Aalbeek aan de kruising waar de Nieuwenhuysstraat, Provinciale weg en Aalbekerweg samen komen. Op ongeveer 400 meter naar het noordwesten staat in Aalbeek de Onze-Lieve-Vrouw-van-het-Heilig-Hartkapel.
De kapel is gewijd aan Maria.

## Geschiedenis
In 1935 werd de kapel gebouwd door de Jonkheid van Aalbeek op grond van het Jezuïetenklooster op Landgoed Aalbeek.
In 1979 renoveerde men de kapel.

## Bouwwerk
De open bakstenen kapel heeft een driezijdige koorsluiting en wordt gedekt door een zadeldak met pannen. In de zijgevels zijn er kleine spitsboogvensters geplaatst met glas-in-lood. Op de hoeken van de frontgevel zijn steunberen aangebracht die aan de bovenzijde eindigen met cementstenen piramidevormige pinakels. Op de top van de frontgevel is een kruis geplaatst. In de frontgevel bevindt zich de spitsboogvormige toegang die wordt afgesloten met een ijzeren hek.
Van binnen is de kapel uitgevoerd in metselwerk en tegen de achterwand staat het altaar. Het altaar is bekleed met marmeren platen en heeft een granieten blad. Op het altaar staat op een bakstenen sokkel het polychrome Mariabeeld. Voor het beeld staat een glazen wand in een smeedijzeren constructie.